# Joan Colom i Altemir
Joan Colom i Altemir   (el Raval i Barcelona, 30 d'abril de 1921 - Barcelona, 3 de setembre de 2017) fou un fotògraf català, considerat un dels pioners en la composició de sèries fotogràfiques i conegut per les seves fotografies fetes al barri xino de Barcelona durant la dècada del 1960.
| «            | Jo faig el carrer. Amb les meves fotografies busco ser una mena de notari d'una època | » |
| — Joan Colom |                                                                                       |   |

## Biografia
Nascut el 1921 al carrer de la Verge de la ciutat de Barcelona, va créixer al Raval. Els seus pares eren del Llevant i d'Aragó. Va començar a treballar en un taller de publicitat cinematogràfica. Més endavant, entre 1942 i 1945, va fer el servei militar. Va estudiar comptabilitat i va entrar a treballar de comptable en una empresa tèxtil, on romandria fins al 1986. Va contraure matrimoni el 1955. Poc després, paral·lelament, el 1957 s'inicià de forma autodidacta, en el món de la fotografia ingressant el 22 de maig del mateix any a l'Agrupació Fotogràfica de Catalunya (AFC).
L'any 1958 debuta amb un seguit de fotografies que exposa al IV Saló Internacional de Fotografia de Múrcia, del qual rebrà el setè premi. Aviat abandonaria els concursos i el salonisme i es va començar a interessar per la realitat de cada dia al Barri Xino de Barcelona, l'actual Raval.

### Barri Xino
Colom coneixia el barri perquè hi havia viscut i el seu pare hi tenia una floristeria al carrer Joaquim Costa. Encara que la regentava el seu germà, com que el pare era mort de feia temps. Les flors és plantaven a un camp de Les Corts on avui està el Camp Nou. Fotografià nens, personatges peculiars i, fins i tot, escenes compromeses del negoci més característic del barri, la prostitució. Conscient del potencial humà que tenia al davant i que volia plasmar de manera regular però amb la por de prendre imatges de forma continuada en un ambient hostil, va trobar una manera de copsar les imatges del carrer dissimuladament, amb la càmera mig amagada a la mà, disparant per sota la cintura, i enquadrant-la posteriorment a la càmera fosca. El resultat són unes imatges que combinen el testimoni de la vida marginal del Barri xino amb la modernitat del fotoreportatge.

### Primeres exposicions
Al desembre de 1959 participa en l'exposició del Grup AFAL a París, a la Biblioteca Espanyola, amb el grup fotogràfic parisenc Les 30 x 40, i comença a publicar algunes fotografies al butlletí de l'AFC i a la Arte Fotográfico. Així mateix l'any 1960 participà en la creació del grup artístic El Mussol, on s'agruparien fotògrafs com Jordi Munt, Enric Garcia Pedret, Ignasi Marroyo, Josep Albero, Antoni Boada, Josep Bros i Jordi Vilaseca.
Tot i això, va ser el crític Josep Maria Casademont que el definiria com «el millor reporter gràfic del país» i que li oferiria la possibilitat de fer una exposició individual a la Sala Aixelà de Barcelona, que va titular El carrer i que després va ser itinerant per tot Espanya.
El 1962 la revista AFAL li dedicà un important dossier en el número 34 del mes d'abril. El mateix any va rebre una invitació del Comissariat de Turisme Francès per a formar part del projecte 11 fotògrafs espanyols a París (Basté, Cantero, Colom, Cualladó, Cubaró, Forcano, Gómez, Masats, Maspons, Miserachs i Ontañón). Amb el fruit d'aquest viatge Josep Maria Casademont va organitzar una exposició col·lectiva també a la Sala Aixelà que posteriorment, Gerardo Vielva va portar a la madrilenya Sala Biosca.
Poc després va publicar un reportatge a El Correo Catalán sobre el barri del Somorrostro, juntament amb Marroyo.

### Izas, Rabizas y Colipoterras
Joan Colom va mostrar el seu treball a Oriol Maspons, que el va introduir en el món de l'edició en presentant-li Esther Tusquets, responsable de l'editorial Lumen, que en aquells moments havia començat, conjuntament amb el seu germa Oscar, una de les aventures més destacades del panorama editorial: la col·lecció Palabra e imagen, que associava una bona ploma amb un bon fotògraf. Los cachorros, de Mario Vargas Llosa i Xavier Miserachs; Neutral Corner, d'Ignacio Aldecoa i Ramon Masats; Poeta a Nova York, de Federico García Lorca i Oriol Maspons, i fins a setze títols entre els quals es trobava Izas, Rabizas y Colipoterras, de Camilo José Cela i Joan Colom. La difusió d'aquest treball va ser enorme, ja que la col·lecció va ser la més important de la fotografia espanyola d'aquell període. Izas, Rabizas y Colipoterras és un llibre determinant, i les imatges que conté són la culminació de la «nova avantguarda» dels anys 1950-1960.

### Pausa
La publicació del llibre va anar acompanyada d'un cert escàndol, com que una de les dones que hi apareixien va denunciar l'editorial, l'escriptor i el fotògraf. A causa d'aquest fet, el 1964, Colom va deixar la fotografia durant un llarg període, gairebé fins als anys 1990, quan va reprendre l'activitat fotogràfica amb pràcticament el mateix plantejament i visitant els mateixos espais de la ciutat. Posteriorment va participar com a jurat en alguns concursos fotogràfics. El llibre es va reeditar l'any 1984.

## Obra
Colom fou el gran renovador de la fotografia de la postguerra espanyola i l'autor més representatiu de l'anomenada «nova avantguarda» dels anys 1950-1960, juntament amb Català Roca, Miserachs, Maspons, Masats, Forcano, Colita i Leopoldo Pomés.

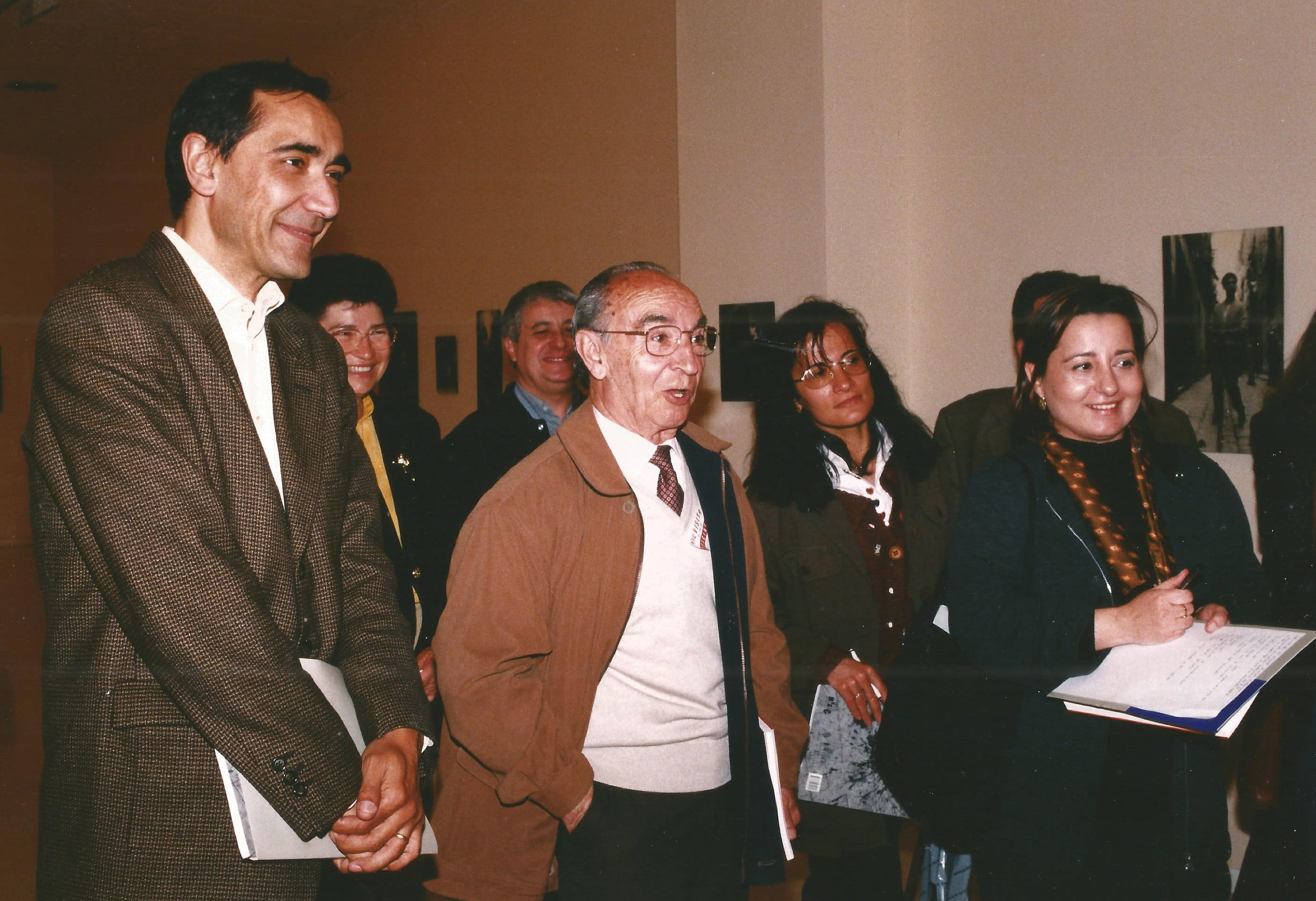
Presentació de l'exposició El carrer. Joan Colom a la Sala Aixelà, 1961 al MNAC el 15 d'abril de 1999.

La col·lecció de tota la seva obra, conservada al MNAC, contempla des de les fotografies realitzades entre 1958 i 1961, quan el fotògraf s'endinsa regularment al Barri Xino de Barcelona per copsar furtivament imatges dels carrers, escenes compromeses del negoci de la prostitució, els nens que juguen o deambulen, i els personatges peculiars amb qui es troba; fins als reportatges que el fotògraf va realitzar al barri del Somorrostro, al Born, o els que va dedicar al tema dels braus.
Cap al 1959, i per poc temps, Colom va alternar el seu treball fotogràfic al Barri Xino amb l'ús d'una càmera de 8 mm, amb la qual va enregistrar uns quants rotlles en blanc i negre, que el fotògraf va empalmar posteriorment en una única bobina que dura 25 minuts.
El gran tema de Joan Colom és sempre el carrer i els personatges que el transiten. El resultat són unes imatges que combinen la vida dels barris, sovint marginal, amb el fotoreportatge modern. Gràcies a no dedicar-se a la fotografia com a professió, Joan Colom va poder realitzar la seva obra lliure de condicionaments i sense més límits que els que marcava la seva audàcia i la seva aguda mirada.

### Arxiu Colom

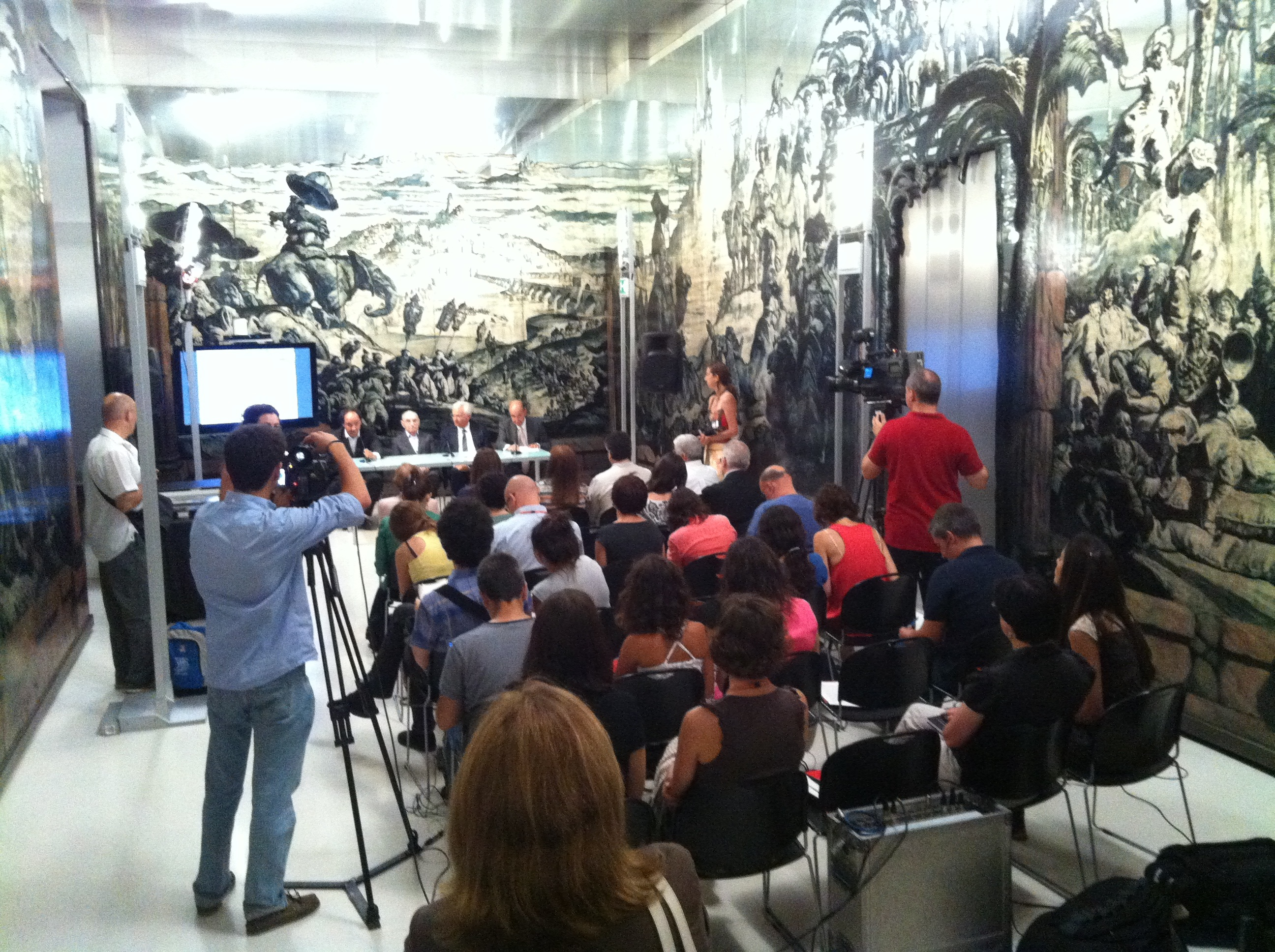
Roda de premsa a la Sala Sert del MNAC, el 18 de juliol de 2012, per fer pública l'entrega de l'arxiu.

El 18 de juliol de 2012 Joan Colom va fer donació de tota la seva obra al MNAC. L'arxiu complet conté més de 9.000 fotografies en paper, a més de negatius, una pel·lícula de 8 mm i tota la seva documentació. L'acord es va presentar a la sala Sert del museu, en un acte on van assistir el conseller de cultura de la Generalitat de Catalunya, Ferran Mascarell, el president del MNAC, Miquel Roca, el director del MNAC, Pepe Serra i el mateix fotògraf, Joan Colom. L'arxiu és public i es troba a la disposició d'investigadors, museus i institucions. L'any següent el MNAC va obrir una exposició antològica comissariada per David Balsells i Jorge Ribalta amb més de cinc-cents fotografies de Joan Colom, moltes de les quals inèdites i en color.

## Llibres publicats
- 1963 - Izas, rabizas y colipoterras, Lumen
- 1996 - Historia y leyenda del Barrio Chino, text de Paco Villar amb portada de Joan Colom i algunes fotos interiors

## Exposicions rellevants
- 1960 - Joan Colom, Riera Tubau i García Pedret, seu de l'AFC
- 1960 - Grup El Mussol, Sala Aixelà
- 1961 - La Calle, Sala Aixelà (itinerant per Catalunya fins al 1964)[12]
- 1962 - El IV Rallye de Sitges visto por el grupo fotográfico El Mussol, Sala Aixelà
- 1962 - 11 fotógrafos españoles, París
- 1963 - Fotografía española actual, Saló de la imatge. (itinera posteriorment per Europa)
- 1982 - La fotografia catalana als anys 50-60, Palau de la Virreina, primera edició de la Primavera Fotogràfica.
- 1984 - Photographies catalanes des années cinquante, Centre d'Etudes Catalanes, París (posteriorment itinerant)[13]
- 1986 - Fotografies catalanes dels anys 50, Tarragona
- 1992 - Temps de Silenci. Panorama de la fotografia espanyola dels anys cinquanta i seixanta Centre d'Art Santa Mònica
- 1996 - El compromis de la mirada, Fundació "la Caixa"
- 1996 - Fotografia i societat en l'Espanya de Franco 1939-1975. Les fonts de la memòria III, Fundació la Caixa
- 1996 - Barcelona contemporània 1860-1999, CCCB.
- 1996 - Imatges. Fotografia catalana, Centre d'Art Santa Mònica
- 1996 - Galeria Forum, Tarragona
- 1999 - El Carrer. Joan Colom a la Sala Aixelà, 1961, MNAC Barcelona i Museu d'Art Modern de Tarragona[3]
- 2003 - Ressonàncies: Brassaï-Paris/Colom-Barcelona Fundació Foto Colectania
- 2003 - ARCO, Stand del Ministeri de Cultura Espanyol
- 2004 - Joan Colom. Fotografies de Barcelona, 1958-1964, Fundación Telefónica[14]
- 2006 - Joan Colom. Les gens du Raval, Fondation Cartier Bresson, París
- 2006 - Joan Colom. Gent del Raval. Lawrence Miller Gallery, Nova York
- 2013 - Jo faig el carrer. Joan Colom, fotografies 1957-2010.[11][15]

## Premis i reconeixements
L'any 2002 fou guardonat amb el Premi Nacional de Fotografia concedit pel Ministeri de Cultura d'Espanya, el 2003 la Medalla d'Or al Mèrit Cultural concedida per l'Ajuntament de Barcelona, el 2004 amb el Premi Nacional d'Arts Visuals i el 2006 amb la Creu de Sant Jordi, concedides aquestes dues últimes distincions per la Generalitat de Catalunya.
Altres premis: 
- 1958 - VI Salón Nacional de Fotografía de Alcira
- 1958 - Agrupación Fotográfica de Guadalajara
- 1963 - Trofeu Egara, Terrassa